# Niemysłowice (gmina w rejencji opolskiej)
Niemysłowice (niem. Amtsbezirk Buchelsdorf) – zbiorowa gmina wiejska (Amtsbezirk) w powiecie prudnickim, rejencji opolskiej. Funkcjonowała w latach 1874–1945 w Rzeszy Niemieckiej. Siedzibą gminy były Niemysłowice (Buchelsdorf).
Gminę Niemysłowice utworzono 1 maja 1874 na obszarze powiatu prudnickiego. Powstała z obszaru gromad Niemysłowice, Włóczno (Achthuben) i Włókna (Siebenhuben) oraz majątku ziemskiego. Pierwszym administratorem okręgu został Hermann von Choltitz zamieszkały w Łące Prudnickiej.
1 kwietnia 1939 gromada Włóczno została włączona do gminy Szybowice, a gromada Włókna do gminy Rudziczka. Natomiast do gminy Niemysłowice przyłączono gromadę Czyżowice (Zeiselwitz) z gminy Prężynka. 1 stycznia 1945 gmina Niemysłowice obejmowała gromady: Niemysłowice i Czyżowice.
Jednostka przetrwała do 1945 roku. Po II wojnie światowej została zniesiona. Władze polskie nie odtworzyły gminy w reaktywowanym powiecie prudnickim.